# Victoria Dunlap
Victoria Dunlap (Nashville, 19 settembre 1989) è un'ex cestista statunitense, professionista nella WNBA.

## Carriera
È stata selezionata dalle Washington Mystics al primo giro del Draft WNBA 2011 (11ª scelta assoluta).